# Isozaki Atea
Isozaki Atea (in spagnolo "Puerta Isozaki") è un complesso di sette edifici progettati dall'architetto giapponese Arata Isozaki in collaborazione con l'architetto Iñaki Bilbao Aurrekoetxea, nel quartiere di Abando, a Bilbao, in Spagna. Si compone principalmente di due torri gemelle di 82 metri e 23 piani, e cinque edifici tra 6 e 8 piani.
Esso ha una superficie totale di 84.000 m², di cui 8.200 m² sono destinati per l'attività commerciali, mentre i restanti sono 317 abitazioni. Nel complesso hanno sede Eusko Ikaskuntza, la Unesco Etxea e l'Istituto europeo dei Popoli.